# Olaf Gropp
Olaf Gropp (* 2. April 1943 in Dittelstedt; † 29. Oktober 2012 in Erfurt) war ein deutscher Grafiker. Zu seinen bevorzugten Techniken zählten die Radierung und die Aquatinta. Sein Spezialgebiet waren Exlibris für zahlreiche Auftraggeber.
Nach dem Schulbesuch begann Gropp eine Lehre als Maler, die er 1970 mit der Meisterprüfung abschloss. In den Jahren 1972 bis 1975 studierte er in Erfurt und Halle-Burg Giebichenstein Malerei und angewandte Grafik. Nach seinem Studium lehrte er an der Volkshochschule Erfurt die praktische Anwendung im Fach Tiefdruck. Seit 1981 war er als freischaffender Künstler tätig und zeigte auf Ausstellungen im In- und Ausland seine druckgrafischen Arbeiten. Viele seiner Motive setzten sich mit Erfurter Stadtansichten, griechischer Mythologie und dem weiblichen Akt auseinander. In der Zeit von 1985 bis 2011 schuf er insgesamt 254 Exlibris. 
Olaf Gropp starb an einer unheilbaren Muskelerkrankung (ALS).